# Districte d'Alt Katanga

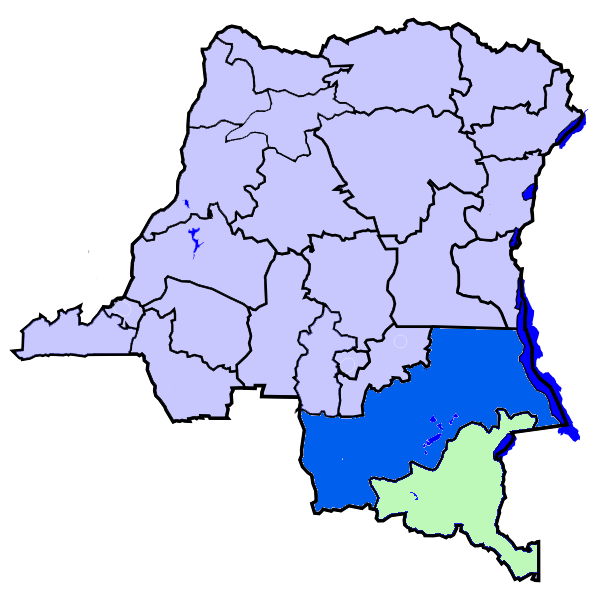
Districte d'Alt Katanga (verd clar) al extrem sud de la R.D. del Congo

El districte d'Alt Katanga (Districte de Haut-Katanga, Upper Katanga District) fou una divisió administrativa de la província de Katanga (1960-1963), de la província de Katanga Oriental (1963-1966), de la regió de Katanga sorgida de la fusió de les províncies de Katanga Oriental i Lualaba (1966-1972), de la regió de Shaba del 1972-1997 i de la província de Katanga (1997-2015), a la República Democràtica del Congo. Els centres miners del coure de Lubumbashi i Likasi estaven rodejats pel districte però administrativament estaven separats. Abans de la independència era un districte de la província de Elisabethville, equivalent a Katanga. De 1963 a 1966 la província de Katanga va estar presidida per Édouard Bulundwe (1963-1965) i Godefroid Munongo (1965-1966).
El 1960 tenia uns 100.000 habitants i acollia els contraforts de la serralada de Mitumba i les fonts dels principals cursos d'aigua del país que acaben formant el riu Congo: El Lualaba és el principal d'aquestos rius i és navegable fins a Bukama, l'estació terme del ferrocarril. Aleshores la capital del districte (i al mateix temps capital de la província) era Elisabethville que tenia 12.000 habitants blancs. Les altres poblacions destacades eren Kolwezi, Kambove, Jadotville, Luena i Chinkolobwe. Físicament el districte era una continuació de l'altiplà de Rhodèsia i era apropiat pels cultius i per criar ramats, però la principal riquesa eren els minerals, amb els jaciments de coure més grans del món i altres minerals com l'estany, el cobalt, el carbó, el ferro, l'or, el platí, diamants, urani i radi. L'explotació minera del districte es va impulsar mitjançant la construcció d'un ferrocarril el 1913 que enllaçava amb la república Sud-africana; posteriorment es va ampliar per arribar al port de Beira a Moçambic i a Benguela a Angola.
A començaments del segle XX l'Estat Lliure del Congo estava dividit en quatre districtes; el 1908 va passar a Bèlgica que va agrupar el Congo propi i Katanga (que formava un virregnat separat dividit en altres 4 districtes) el 1910. Un tercer virregnat, el de Orient, es va integrar també el 1910. El 1926 Katanga era una província (una de les quatre de la colònia) i quan el 1933 es va passar a sis províncies, Katanga no va modificar els seus límits però va passar a dir-se Elisabethville. Amb la independència el 1960 es va dir Katanga i el 1963 fou dividida en Katanga del Nord i Katanga Oriental. El districte d'Alt Katanga ja consta des de 1960, i anteriorment és eia districte d'Elisabethville.
El districte (subdivisió de la província) estava format per sis territoris (els territoris eren les subdivisions dels districtes):
- Kambove
- Kasenga
- Kipushi
- Mitwaba
- Pweto
- Sakania

Es va preveure la seva conversió en província amb la nova constitució de 2005. que havia d'entrar en vigor el febrer de 2009 i havia d'incloure el districte més les ciutats de Lubumbashi i Likasi, amb Lubumbashi com a capital. Finalment es va produir un retard i la nova província va entrar en vigor el 2015. Vegeu: Província d'Alt Katanga.